# Jérôme Bastianelli
Pour les articles homonymes, voir Bastianelli.
Jérôme Bastianelli, né le 31 mars 1970, est un haut fonctionnaire, critique musical et essayiste français.

## Biographie
Fils de professeurs de mathématiques, il est par la famille de son père originaire de Lama (Corse).
Polytechnicien de formation (promotion 1990), il appartient au corps des ingénieurs de l'aviation civile (fusionné en 2003 avec le corps des ponts et chaussées) après avoir choisi l'ENAC comme école d'application.
Il a par ailleurs étudié le piano, le violon, l'harmonie et le contrepoint.
Il commence à travailler en 1996 au ministère des Transports, comme chef du département technique du Bureau d'enquêtes et d'analyses pour la sécurité de l'aviation civile. En 2006, il devient rapporteur à la 7e chambre de la Cour des comptes.
Il travaille ensuite dans le secteur culturel, comme directeur général délégué adjoint (2009-2015) puis directeur général délégué du Musée du quai Branly à Paris.
Il est également président de la Société des amis de Marcel Proust depuis janvier 2018.

### Travaux
Jérôme Bastianelli est l'auteur de quatre biographies de compositeurs, ainsi que de livres et d'articles sur l'influence qu'exerça le critique d'art John Ruskin sur Marcel Proust. Depuis 2000, il collabore régulièrement au magazine Diapason, ainsi qu'à La Tribune des critiques de disques de France-Musique.

## Distinctions
- Prix Louis-Barthou 2020 pour La Vraie Vie de Vinteuil
- Madeleine d'or 2017 pour le Dictionnaire Proust-Ruskin

## Décorations
- Chevalier de l'ordre national du Mérite (décret du 29 mai 2019[5])
- Officier des arts et lettres (2021)[6].

## Ouvrages
- Federico Mompou, Payot, 2003
- Tout Mozart de A à Z, Robert Laffont, 2006 (en collaboration)
- Felix Mendelssohn, Actes Sud, 2008
- Tout Bach, Robert Laffont, 2009 (en collaboration)
- Dirk Verdoorn, artiste contemporain de la mer, Salentina, 2012 (en collaboration)
- Tchaïkovski, Actes Sud, 2012
- Tout Verdi, Robert Laffont, 2013 (en collaboration)
- Proust-Ruskin, collection Bouquins, Robert Laffont, 2015 (édition critique des traductions de John Ruskin par Marcel Proust)
- Georges Bizet, Actes Sud, 2015
- Dictionnaire Proust-Ruskin, Classiques Garnier, 2017
- Comment débuta Marcel Proust, de Louis de Robert, éditions l'Eveilleur, 2018 (préface et annotations)
- La Vraie Vie de Vinteuil, éditions Grasset, 2019, Lauréat du Prix Louis-Barthou 2020 de l’Académie française
- Le dernier vol du Concorde, nouvelle, in Les vingt premières années du XXIe siècle vues par vingt écrivains, sous la direction de Charles Dantzig, Le Courage n° 6, éditions Grasset, 2020
- Federico Mompou, Actes Sud, 2021
- Les Années retrouvées de Marcel Proust, Essai de biographie, Sorbonne Université Presses, 2022
- Edvard Grieg, Actes Sud, 2025 (BNF 47677036)

### Articles
- Les illustrations musicales d'A la recherche du temps perdu, in Illustrer Proust : l'art du repeint, Sorbonne Université Presses, 2022
- Proust traducteur de l'anglais, in Proust et la langue française, Revue d'études proustiennes n° 15, Classiques Garnier, 2022
- John Ruskin par Jeanne et Marcel Proust, catalogue de l'exposition Marcel Proust du côté de la mère, Musée d'Art et d'Histoire du judaïsme, 2022
- Quels interprètes pour la Sonate de Vinteuil ?, catalogue de l'exposition Marcel Proust, un roman parisien, Musée Carnavalet, éditions Paris Musées, 2021
- Matisse dans le Paris de la Belle Epoque, catalogue de l'exposition Matisse en Corse (Musée de la Corse, Citadelle de Corte), Editions Albiana, 2021
- Préface à Anthony Guerrée, Les assises du temps perdu, Editions Bouclard, 2020
- Ruskin et la musique, un goût "déplorable" ?, in Musiques de Proust, éditions Hermann, 2020
- John Ruskin à Illiers, in Littera, revue de langue et littérature françaises, Société japonaise de langue et littérature françaises, n° 5, mars 2020
- Repenser le patrimoine, hier et aujourd’hui. Le génie de John Ruskin, Cahiers victoriens et édouardiens n° 91, printemps 2020
- Proust traducteur : la révélation ruskinienne malgré les contresens et les malentendus, in Marcel Proust, roman moderne : perspectives comparatistes, Brill, 2018
- Marcel Proust et John Ruskin à la cathédrale d'Amiens, in Marcel Proust et les Arts, Académie des Beaux-Arts, 2017
- Ruskin en filigrane, in La Bibliothèque mentale de Marcel Proust - Revue d'études proustiennes, Classiques Garnier, 2017
- Quelques contresens dans des « pages admirables » : le mystère de la traduction de The Two Paths dans les notes de La Bible d'Amiens, in Bulletin de la Société des Amis de Marcel Proust, 2016